# Дірк Герріц Помп
Дірк Герріцзун Помп, псевдонім Дірк Китай (1544—1608) — голландський матрос XVI—XVII століття. Був першим відомим голландцем, який відвідав Китай та Японію.

### Біографія
Помп народився в Енкхейзені в Нідерландах від Герріта та його дружини. В юності, в 1555 році його відправили до Лісабона жити з родичами, які були торговцями, вивчати португальську мову і торгівельну справу. У 1568 році у віці 22 років Помп зарекомендував себе як купець на острові Гоа біля узбережжя Індії. Звідти він відвідав Китай і Японію на португальських торгових кораблях.
Хоча дата його першого візиту не відома, однак до 1600 року він проплив до Японії двічі. Зафіксовано, що він прибув до Японії 31 липня 1585 року під час свого другого візиту на португальському кораблі Santa Cruz. Він описав Японію як «острів, де багато срібла і куди щороку прибувають португальські кораблі з шовком, який продається за срібло». Помп повернувся до Енкхейзена у квітні 1590 року, де подружився з купцем Яном Гюйгеном ван Ліншотеном, який, ймовірно, покладався на деякі з багатьох казок, які Помп розповідав про Японію, щоб написати свій маршрут 1596 року

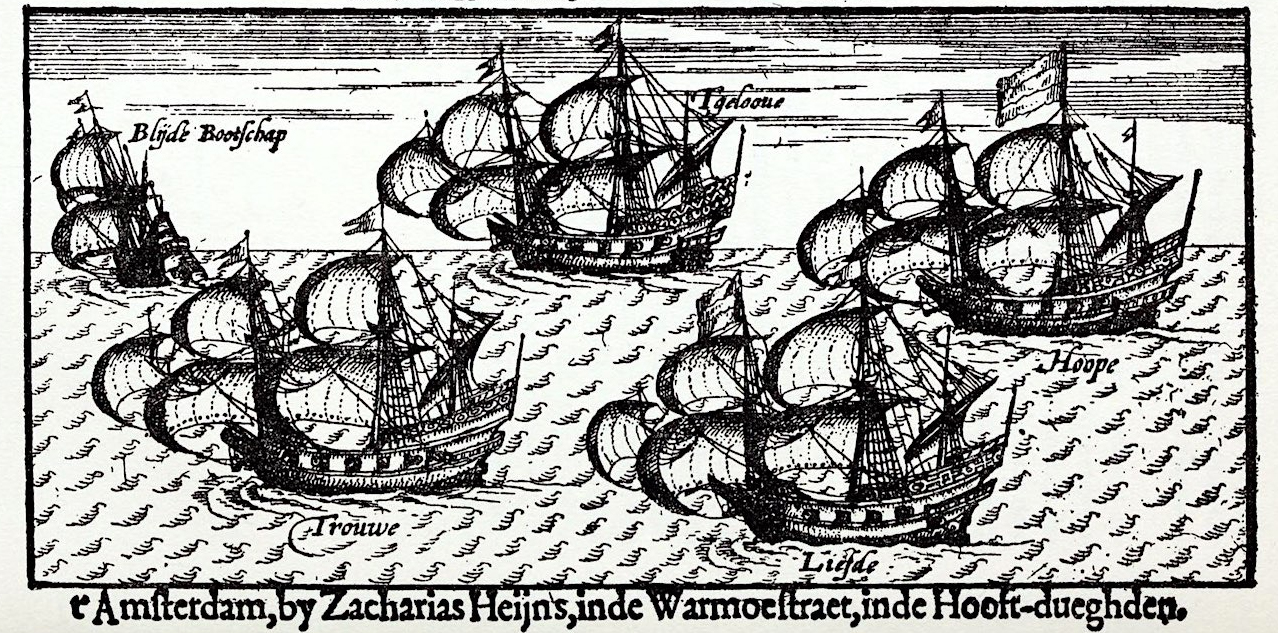
Креслення 17 століття голландського флоту Помпа зліва направо: «Blijde Boodschap», «Trouwe», «'t Geloove», «Liefde» і «Hoope».

### Експедиція до Східної Індії 1598 року
Влітку 1598 р. Помп повернувся до морських подорожей. Він приєднався до голландської експедиції з п'яти кораблів з Роттердаму «Блайдже Ботшап», «Труу», «Ті-Гелуа», «Ліфде» та «Хоуп» під керівництвом адмірала Жак Маху, основною метою якої було отримання східноіндійських спецій, пропливаючи навколо південного краю Південної Америки та через Тихий океан. Планувалося що якщо це не вдасться, то експедиція вирушить до Китаю чи Японії для торгівлі сріблом. Серед авантюристів в експедиції були англійський мореплавець Вільям Адамс та його брат Томас. Останній загинув у конфлікті з тубільцями в Південній Америці, але в 1600 році Вільям Адамс став першим відомим англійцем, який дійшов до Японії.
Однак невдача спіткала експедицію майже відразу. Вийшовши з європейських вод, кораблі зупинилися з 2 по 29 серпня біля островів Кабо-Верде, перед узбережжям Африки. Тут багато членів екіпажу захворіли на хвороби, які перебігали з гарячкою, і частина з них загинула, серед останніх, 23 вересня, був адмірал Жак Маху. Адмірала було замінено Сімоном де Кордесом, і, як наслідок, відбулася реорганізація управління окремими кораблями. Помп взяв на себе керівництво Блайдже Бодшап (що нідерландською мовою означає «Добре Євангеліє»). Сильні несприятливі вітри розігнали флот, коли він намагався пройти через протоку Магеллана біля підніжжя Південної Америки наприкінці 1599 року. Блайдже Бодшап пройшов протоку, однак корабель віднесло далеко на південь. За даними Якоба ле Мейра, Помп спостерігав гірські землі на 64 ° південної широти. Якщо так, то це були Південні Шетландські острови, і, можливо, Помп був першим європейцем який побачив острови Антарктики. Інші записи, однак, не зазначають цього спостереження, ставлячи під сумнів їхню точність. Аналогічну історію розповів іспанський Габріель де Кастілья в 1603 р.

### Загибель
У «Блайдже Бодшап» під командуванням Помпа виснажилися запаси, тому він змушений був зайти до порту Вальпараїсо (сучасний Чилі) в середині листопада 1599 р.. Тут його захопили іспанські колоністи, які контролювали цю територію. Екіпаж був ув'язнений. Помп разом зі своїм екіпажем протягом п'яти років залишався бранцем іспанців. Лише в 1604 році його звільнили в рамках обміну полоненими, і вони отримали дозвіл повернутися в Нідерланди. У 1606 р. він сів на Східний Індіаман, який належав голландській Ост-Індській компанії, щоб повернутися додому, але не був зареєстрований серед тих, хто вижив у поїздці.